# اولوش بيراقدار
اولوش بيرقدار (بالتركية: Uluç Bayraktar) هو مخرج تركي ولد عام 1974 في غاليبولي، تركيا. تخرج في جامعة إيجة من كلية الاتصالات قسم الراديو والتلفزيون والسينيما سنة 2001. وكانت أول تجربة له في الاخراج في الفلم القصير «هذه هي الحياة».

## أعماله
- "حلم أشرف"، 2025
- "الاصطدام"، 2018
- "في الداخل"، 2016-2017
- "القبضاي"، 2012-2015
- "النهاية"، 2012
- "إيزيل"،2009-2011
- "مينيشيك وخليل"، 2007-2008
- «إيزو جيلين» الموسم الأول، 2006
- «بيت الكوابيس: الغريب الشهير»، 2006
- «بيت الكوابيس: من الظلام»، 2006
- «بيت الكوابيس: أوقات غير محددة»، 2006
- «الحرم الجامعي»، 2003
- «أسمالي كوناك»، 2002 (مساعد مخرج)
- «عبد الحميد دوسركين»، 2002 (مساعد مخرج)
- Şaşı Felek Çıkmazı azı سنة 2000، (مساعد مخرج)

## أهم الجوائز التي حصل عيها
حاز على جائزة إسماعيل جيم كأفضل مخرج عن مسلسل ايزل

## روابط خارجية
- اولوش بيراقدار على موقع IMDb (الإنجليزية)
- اولوش بيراقدار على موقع ألو سيني (الفرنسية)
- اولوش بيراقدار على موقع قاعدة بيانات الفيلم (الإنجليزية)
- اولوش بيراقدار على موقع كينوبويسك (الروسية)